# في أرض القديسين والخطاة
في أرض القديسين والخطاة (بالإنجليزية: In the Land of Saints and Sinners)‏ هو فيلم إثارة أيرلندي صدر عام 2023 من إخراج روبرت لورينز وتأليف مارك مايكل ماكنالي وتيري لوان. الفيلم من بطولة ليام نيسون في الدور الرئيسي، إلى جانب ممثلين أيرلنديين آخرين بما في ذلك كيري كوندون، وجاك جليسون، وسياران هيندز. وهذا هو التعاون الثاني لنيسون مع لورينز بعد فيلم الرامي. تم عرض الفيلم لأول مرة في الدورة الثمانين لمهرجان البندقية السينمائي الدولي في 6 سبتمبر 2023.

## القصة
في قرية أيرلندية نائية في مقاطعة دونيجال عام 1974، يجد متقاعد وقاتل حديثًا نفسه ينجذب إلى معركة مع عدد من ثلاثة اشخاص يتم اعتابرهم إرهابيين انتقاميين بسبب قيامهم بعملية مع قوات مقاومة في ايرلندا.

## الشخصيات
- ليام نيسون بدور فنبر ميرفي
- كيري كوندون بدور دوريان ماكان
- جاك غليسون بدور كيفين
- كيران هايندز بدور فيني أوشيه
- سارة غريني بدور سينياد
- كولم مياني بدور روبرت ماكوي
- ديسمونج ايستوود بدور كورتيس جون
- نيامه كوزاك  [لغات أخرى]‏ بدور ريتا
- كونور ماكنيل  [لغات أخرى]‏ بدور كونان ماكغراث
- شيموس أوهارا في دور شيموس ماكينا
- مارك أوريجان
- فالنتين أولوكوجا
- برناديت كارتي
- كونور هاميل في دور بات أودونيل
- آن بروغان

## الإنتاج
في أكتوبر 2021، أُعلن أن ليام نيسون سيلعب دور البطولة في فيلم إثارة إيرلندي، وسيعيد التعاون مع المخرج روبرت لورينز. تم الإعلان أيضًا عن قيام كيران هيندز، وهو صديق نيسون منذ فترة طويلة، ببطولة الفيلم. في أبريل 2022، تم الإعلان عن كيري كوندون كجزء من فريق التمثيل. تمت كتابة السيناريو بواسطة مارك ماكنالي وتيري لوان، مع مراجعة من ماثيو فيتشانس. تم التخطيط للتصوير الرئيسي في مارس 2022 في أيرلندا. في عام 2022، تم تصوير الفيلم بشكل أساسي في مقاطعة دونيجال، مع تصوير إضافي في مدينة دبلن.

## الاطلاق
في أبريل 2022 تم الالعلان عن قيام نيتفليكس بشراء حقوق توزيع الفيلم مسبقًا في المملكة المتحدة وجمهورية أيرلندا.

## روابط خارجية
- في أرض القديسين والخطاة  في قاعدة بيانات الأفلام على الإنترنت (بالإنجليزية)